# فريتز هينريش
فريتز هينريش (بالإنجليزية: Fritz Henrich)‏ هو لاعب كرة قاعدة أمريكي، ولد في 8 مايو 1899 في سينسيناتي في الولايات المتحدة، وتوفي في 1 مايو 1959 في فيلادلفيا في الولايات المتحدة.

## وصلات خارجية
- فريتز هينريش على موقعبيزبول رفرنس.كوم (الدوري الرئيسي) (الإنجليزية)